# Coleophora nigrosparsella
Coleophora nigrosparsella é uma espécie de mariposa do gênero Coleophora pertencente à família Coleophoridae.